# Соузар
Соузар (рос. Соузар) — село Усть-Коксинського району, Республіка Алтай Росії. Входить до складу Талдинського сільського поселення.
Населення — 23 особи (2015 рік).